# A9records
エーナインレコーズ（A9records）は、日本の音楽家である前田一徳が主宰するレコードレーベル。レーベル名は永久（A9）とレコーズ（records）を合わせたもの。